# Wspólnota Religii Węgierskiej
Wspólnota Religii Węgierskiej (Magyar Vallás Közössége) – neopogański związek wyznaniowy na Węgrzech. Stanowi kontynuację Turańskiego Ruchu Monoteistycznego, stworzonego przez Zoltána Bencsi w latach 20. XX w., propagującego ideę starożytnej cywilizacji turańskiej łączącej m.in. Sumerów, Hunów i Węgrów. Zgodnie z tą teorią Jezus miał być pochodzenia partyjskiego (a więc również przynależny do świata turańskiego). Święte miejsce Turanu odkryto w górach Pilis uznanych „czakrę Ziemi”. W latach 60. idee te głosił wśród węgierskiej diaspory Ottó János Homonnay, założyciel towarzystwa „Turul” w Kanadzie, a po jego śmierci w 1979 r. János Páll. Aktualnym przywódcą Wspólnoty jest Attila Kovács. Wspólnota liczyć miała w 1996 r. blisko 1000 wyznawców. 
Inne węgierskie grupy rodzimowiercze to Starożytny Kościół Węgierski (Ősmagyar Egyház), Starożytny Węgierski Kościół Táltos (Ősmagyar Táltos Egyház), Kościół Yotengrit i Tradycyjny Kościół Zakonu Arpadów (Árpád Rendjének Jogalapja Tradicionális Egyház).

## Literatura
Réka Szilárdi: Neopaganism in Hungary: Under the Spell of Roots. [w:] Native Faith and Neo-Pagan Movements in Central and Eastern Europe. Kaarina Aitamurto, Scott Simpson (red.). Acumen Publishing, Durham 2013, s. 230-248.